# 10008 Raisanyo
10008 Raisanyo este un asteroid din centura principală de asteroizi.

## Descriere
10008 Raisanyo este un asteroid din centura principală de asteroizi. A fost descoperit pe 18 februarie 1977 la Kiso de Hiroki Kosai și Kiichiro Hurukawa. Asteroidul prezintă o orbită caracterizată de o semiaxă mare de 2,74 ua, o excentricitate de 0,04 și o înclinație de 1,5° în raport cu ecliptica.